# Familia Peruzzi
Baldassarre Peruzzi fue un importante arquitecto de principios del Siglo XVI; su hijo Giovanni Sallustio Peruzzi fue también arquitecto.

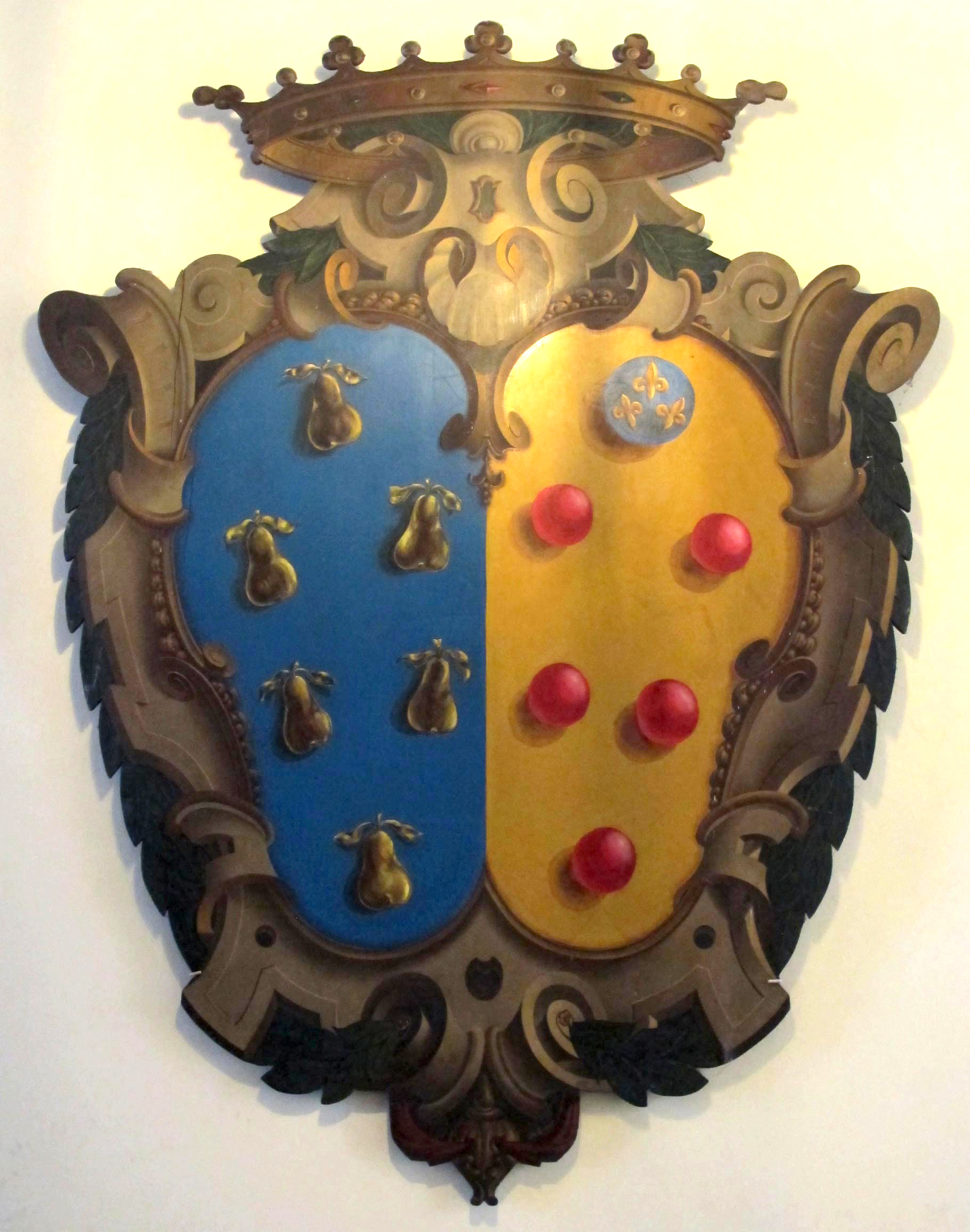
Escudo de los Peruzzi de' Medici.

Los Peruzzi fueron unos banqueros de Florencia, y una de las familias principales de la ciudad durante el siglo XIV, antes del surgimiento de los Médicis. Sus modestos antecedentes se remontan a mediados del siglo XI, de acuerdo con Luigio Passerini, genealogista de la familia, pero una reestructuración de la compañía Peruzzi en 1300. con un aporte de capital externo, marcó el comienzo de un cuarto de siglo de prosperidad que llevó al consorcio familiar a la primera plana de los asuntos florentinos. El mecenazgo semi público reafirmó el estatus de la familia; en su testamento de 1299, Donato di Arnoldo Peruzzi donó dinero para construir una capilla en el transepto de la Basílica de la Santa Cruz en Florencia. Probablemente su nieto, Giovanni di Rinieri Peruzzi, mecenas de Giotto, le hizo pintar frescos en los muros en honor de Juan el evangelista y Juan Bautista, trabajo que Giotto comenzó en 1313.
Para los historiadores de la economía, los libros bancarios de la familia que aún se conservan cubren el período comprendido entre los años 1335 y 1343, proveyendo una indispensable fuente primaria de la historia económica de la ciudad en la cúspide del Medioevo tardío. El cronista de la época Giovanni Villani es la otra fuente para conocer los asuntos familiares.
La compañía que llevaba el nombre de Peruzzi contaba con media docena de accionistas activos, otro tanto de familiares empleados como asalariados, cumpliendo el cargo de factores, y algunos miembros que sin ser accionistas ni empleados tenían funciones dentro de la compañía. Fueron un total de 35 miembros frente a los 70 varones que entre 1331 y 1343 componían la familia Peruzzi. Los otros 35 ni siquiera participaban en la Compañía. El número de accionistas y miembros de la compañía que no tenían el apellido Peruzzi era superior, lo que caracterizaba a las grandes compañías del periodo bajomedieval, en contraste con las primeras compañías que estaban compuestas únicamente por miembros de la propia familia. El sistema de correos de la compañía actuaba como un servicio de inteligencia, a menudo involucrado en temas diplomáticos. 
El capital de los Peruzzi se amasó a partir de los negocios textiles que eran el principal motor de la economía florentina. Las confecciones de lana inglesa y la vestimenta de alta calidad en Brujas eran vendidas por las fábricas de Peruzzi y distribuidas en las lujosas cortes de París, Aviñón, Nápoles o Londres. Las conexiones de Peruzzi con los caballeros templarios les significaron importantes ventajas en Rodas, la capital económica del Egeo que a su vez era el puerto de transferencia para las sedas, drogas, especies y artículos de lujo provenientes de Oriente. El comercio a través de Italia requería agentes e instrumentos de crédito, lo que extendió los negocios familiares a una red internacional. En Italia se desarrolló el libro contable de doble entrada (contabilidad de partida doble), que permitió registrar las transacciones más complicadas. Para el inicio del siglo XIV, la actividad principal de los Peruzzi había evolucionado al comercio mayorista de materias primas en muy gran escala, especialmente el monopolio de granos exportados desde el Reino de Nápoles hacia las ciudades de Italia central, y hacia la actividad bancaria, campo por el cual son recordados. Papas, nobles, burgueses, ciudades y abadías tomaron crédito de los Peruzzi. Pero grandes clientes implican grandes riesgos. En 1343 el consorcio Peruzzi colapsó y cayó en bancarrota en 1345, junto a sus socios en capital de riesgo, los Bardi. 
La explicación tradicional de esta quiebra, atribuida a los créditos inseguros otorgados a Eduardo III de Inglaterra es actualmente considerada simplista. De hecho, varios factores desestabilizaron la red de comercio. La guerra con Castruccio Castracane de Lucca obligó a los florentinos a pagar mercenarios, mientras que Francia e Inglaterra entraban en guerra por Aquitania, y los campesinos de Flandes iniciaban una revuelta que interfirió en el servicio de los mercenarios contratados con los florines de Peruzzi. 
No toda la fortuna familiar se perdió en la bancarrota, y los Peruzzi continuaron figurando entre las familias prominentes de Florencia. En 1849, como consecuencia de los disturbios de 1848, Ubaldino Peruzzi asumió como confaloniero de la ciudad. 
La torre de la fortificada Villa Peruzzi, en la comuna de Antella, al sur de Florencia, controla la ruta principal en el distrito de Chianti. 